# Leonardo Suárez
Leonardo 'Leo' Gabriel Suárez (leoˈnaɾðo ˈswaɾes; 30 de març de 1996) és un futbolista professional argentí que juga com a volant dret pel Club América.